# Schlierferhaide
Schlierferhaide ist ein Gemeindeteil der Gemeinde Sengenthal im Landkreis Neumarkt in der Oberpfalz in Bayern.

## Lage
Die Einöde Schlierferhaide liegt westlich vor der Albstufe des Oberpfälzer Jura und östlich des der Sulz zufließenden Wiefelsbachs. Dieser betrieb mehrere heute nicht mehr als solche tätige Mühlen, darunter die Schlierfermühle nordwestlich des historisch zur Mühle gehörenden Heidegebietes. Nördlich der Heide dehnte sich das Schlierfer Holz aus, ein Kiefernwald, der heute größtenteils einem Baggersee gewichen ist. Südlich der Heide liegt Greißelbach, Gemeindeteil von Mühlhausen.
Schlieferhaide liegt an der Bahnstrecke Neumarkt–Dietfurt.

## Geschichte
Als Zugehörung zur Schlierfermühle ist die Schlierferhaide wohl nach der Müllerfamilie Schlierf benannt. Ein Fritz Schlierf, Bürger zu Neumarkt, ist bereits 1390 nachgewiesen. Die Schlierfermühle ist erstmals 1670 in einer Zehentbeschreibung der Pfarrei St. Peter und Paul Berngau mit Filiale St. Nikolaus in Reichertshofen genannt. 1900 sind für die Schlierfermühle mit Schlierferhaide insgesamt fünf Wohngebäude mit 38 Bewohnern angegeben. 1938 hatte die Einöde Schlierferhaide zwei Bewohner. Sie war ein Ortsteil der Gemeinde Forst; diese wurde im Zuge der Gebietsreform in Bayern zum 1. Januar 1972 nach Sengenthal eingemeindet. 1987 bestand der Gemeindeteil aus einem Wohngebäude, das von sechs Personen bewohnt war. Heute wird das Areal Schlierferhaide („Industriegebiet Schlierferhaide“) vom Betonsteinwerk Max Bögl genutzt.
2015/16 entstand auf der Höhe der Schlierferheide eine Geh- und Radwegunterführung unter der B 299. Außerdem wurde der Ludwig-Donau-Main-Kanal unter der Bundesstraße offengelegt und eine Brücke über den Kanal westlich der B 299 sowie ein Durchlass des Kanals östlich der B 299 gebaut. 2016 waren Pläne bekannt geworden, in der Schlierferhaide eine Asphaltmischanlage zu errichten.